# マレーシア・スーパーリーグ
マレーシア・スーパーリーグ (英: Malaysia Super League, マレー語: Liga Super Malaysia)）とは、2004年に創設されたマレーシアにおける国内最高峰のサッカーリーグである。CIMBの協賛によりCIMB Liga Super Malaysiaとも呼ばれる。優勝クラブにはAFCチャンピオンズリーグの出場権が与えられ、グループステージからの参戦となる。
マレーシア・スーパーリーグは、タイ・リーグ1と並んで東南アジアでトップクラスの地位と歴史を誇っている。

## 概要
1921年から「マレーシアカップ」の名称でスタート。当初はカップ戦のみであったが、1979年にリーグ戦がスタート。
以前はシンガポールFA も参加した例もあるが、八百長疑惑が持たれた影響で1994年を最後に撤退（追放）している。その後シンガポールでは国内リーグ「Sリーグ」を立ち上げるが、2012年からマレーシアとシンガポールのサッカー協会の相互の若手育成策の一環で、「シンガポール・ライオンズXII」がSリーグではなく、マレーリーグに招待加盟。18年ぶりにシンガポールからの参加クラブが誕生した。
2003年までは､通称Mリーグとして大会1部リーグ（プレミア1）にはマレーシア14州を代表するクラブチーム（実質的には州サッカー連盟が運営するため、州選抜）と警察、軍隊などの国家機関のサッカー部4クラブを加えた18クラブの総当り2回制でリーグ戦を行い、1部リーグ戦上位12クラブと2部リーグ（プレミア2）の上位4クラブの16クラブが日本の天皇杯に相当するトーナメント戦・「マレーシアカップ」に進出した。また1部17,18位と2部1,2位が翌年度入れ替わった。
これを2004年から再編してより密度の濃い試合を提供することになった。これにより1部（スーパーリーグ）8クラブ、2部（プレミアリーグ）18クラブとし、1部リーグ所属全クラブは成績無関係でもれなくマレーシアカップの出場権を得るようになった。2部はA,Bの2グループ制（各9クラブずつ）となった。また1部の7,8位クラブと2部の各組1位クラブが翌年度の自動入れ替えとなった。
その後チーム数が増えて、現在1部14・2部12の26チームで構成されているが、2013年から1部12・2部14に変更される。
1部は1月上旬に開幕し、その前週にマレーシアカップ王者とスーパーリーグ王者によるスーパーカップ（Charity Shield）が開催される。リーグ戦は7月上旬または中旬で終了し、優勝クラブが決定する。その後、マレーシアカップが8月～10月の日程で行われる。また、1月下旬よりFAカップマレーシアが行われ、6月までリーグ戦と並行して試合が行われる。
以前は各州、あるいは王宮警察や陸軍のサッカー協会に所属するクラブがプロリーグに参戦していた。しかし、アジアサッカー連盟 (AFC) からそのことが問題視され、協会とクラブの分離が行われない場合にはAFCクラブライセンスを交付しない旨の通達がなされたことから、マレーシアサッカー協会は2021年シーズン開幕までにマレーシア・スーパーリーグおよびマレーシア・プレミアリーグに参加する全てのクラブに対して運営主体をサッカー協会から独立させることを要求し、リーグ参加クラブは全て運営会社を設立してサッカー協会所属クラブ (FA) からサッカークラブ (FC) へと転換した。

## 参加クラブ（2021シーズン）
| クラブ                         | ホームタウン                   |
| ------------------------------ | ------------------------------ |
| ジョホール・ダルル・タクジムFC | ジョホール州ジョホールバル     |
| ケダ・ダルル・アマンFC         | ケダ州アロースター             |
| クアラルンプール・シティFC     | クアラルンプール               |
| ムラカ・ユナイテッドFC         | ムラカ州                       |
| ペナンFC                       | ペナン州ジョージタウン         |
| ペラFC                         | ペラ州イポー                   |
| プタリン・ジャヤ・シティFC     | セランゴール州プタリン・ジャヤ |
| サバFC                         | サバ州コタキナバル             |
| セランゴールFC                 | セランゴール州プタリン・ジャヤ |
| スリ・パハンFC                 | パハン州クアンタン             |
| トレンガヌFC                   | トレンガヌ州クアラトレンガヌ   |
| UiTM FC                        | セランゴール州シャー・アラム   |

## 歴代優勝クラブ
- 2004 パハンFA
- 2005 ペルリスFA
- 2005-06 ネグリ・スンビランFA
- 2006-07 ケダFA
- 2007-08 ケダFA
- 2009 セランゴールFA
- 2010 セランゴールFA
- 2011 ケランタンFA
- 2012 ケランタンFA
- 2013 シンガポール・ライオンズXII
- 2014 ジョホール・ダルル・タクジムFC
- 2015 ジョホール・ダルル・タクジムFC
- 2016 ジョホール・ダルル・タクジムFC
- 2017 ジョホール・ダルル・タクジムFC
- 2018 ジョホール・ダルル・タクジムFC
- 2019 ジョホール・ダルル・タクジムFC
- 2020 ジョホール・ダルル・タクジムFC
- 2021 ジョホール・ダルル・タクジムFC

## 歴代得点王
| シーズン | 選手                                     | 所属                                        | 得点 |
| -------- | ---------------------------------------- | ------------------------------------------- | ---- |
| 1989     | ザイナル・アビディン・ハッサン           | セランゴールFA                              | 12   |
| 1990     | アリスター・エドワーズ                   | シンガポールFA                              | 13   |
| 1991     | アッバス・サード                         | ジョホールFA                                | 11   |
| 1992     | ザイナル・アビディン・ハッサン           | パハンFA                                    | 12   |
| 1993     | モハマド・ハシム・ムスタファ             | ケランタンFA                                | 13   |
| 1994     | モハマド・ハシム・ムスタファ             | ケランタンFA                                | 25   |
| 1995     | スコット・オルレンショー                 | サバFA                                      | 22   |
| 1996     | スコット・オルレンショー                 | サバFA                                      | 18   |
| 1997     | レーパーシ・ラースロー                   | ペラFA                                      | 19   |
| 1998     | ヴヤチェスラフ・メルニコフ               | パハンFA                                    | 17   |
| 1999     | アズマン・アドナン                       | ペナンFA                                    | 13   |
| 2000     | アジズル・カマルディン                   | パハンFA                                    | 12   |
| 2001     | ノリザム・アリ・ハッサン                 | ペラFA                                      | 13   |
| 2002     | ムハマド・カリド・ジャムルス             | ペラFA                                      | 17   |
| 2003     | フィリモン・チェピタ                     | プルリスFA                                  | 23   |
| 2004     | インドラ・プトラ・マハユディン           | パハンFA                                    | 15   |
| 2005     | ジュリオ・セーザル・ロドリゲス           | サバFA                                      | 18   |
| 2005     | ザカリア・シムコンダ                     | プルリスFA                                  | 18   |
| 2005-06  | マンジョウ・ケイタ                       | ペラFA                                      | 17   |
| 2006-07  | マンジョウ・ケイタ                       | ペラFA                                      | 21   |
| 2006-07  | モハマド・シャーラーゼン・サイード       | ブルネイDPMM FC                             | 21   |
| 2007-08  | マーロン・アレックス・ジェームズ         | ケダFA                                      | 23   |
| 2009     | モハマド・ニザルディン・ユソフ           | プルリスFA                                  | 18   |
| 2010     | アシャーリ・サムスディン                 | トレンガヌFA                                | 18   |
| 2011     | アブドゥル・ハジ・ヤハヤ                 | トレンガヌFA                                | 20   |
| 2012     | ジャン＝エマニュエル・エッファ・オウォナ | ヌグリ・スンビランFA                        | 15   |
| 2012     | フランシス・ドー                         | トレンガヌFA                                | 15   |
| 2013     | マーロン・アレックス・ジェームズ         | ATM FA                                      | 16   |
| 2014     | パウロ・ランゲル                         | セランゴールFA                              | 16   |
| 2015     | ドラマネ・トラオレ                       | PDRM FA                                     | 19   |
| 2016     | ホルヘ・ペレイラ・ディアス               | ジョホール・ダルル・タクジムFC              | 18   |
| 2017     | モハマド・ガダル                         | ジョホール・ダルル・タクジムFC/ケランタンFA | 23   |
| 2018     | ルフィーノ・セゴビア                     | セランゴールFC                              | 19   |
| 2019     | クパー・シャーマン                       | PKNS FC                                     | 14   |
| 2020     | イフェダヨ・オルセグン                   | セランゴールFC                              | 12   |
| 2021     | イフェダヨ・オルセグン                   | セランゴールFC                              | 26   |

## 主な日本人選手
- 伊藤壇 - ペナンFA(2005年)
- 石田博行 - ジョホールFC(2006年3月-5月)
- 池田圭 - FELDAユナイテッドFC(2019年）

## 国外提携リーグ
2015年2月、日本プロサッカーリーグ（Jリーグ）とパートナーシップ提携を結んだ